# Toppdån
Toppdån (Galeopsis bifida) är en växtart i familjen kransblommiga växter.

## Särskiljning av toppdån och pipdån
Toppdån är extremt lik pipdån. Notera att båda arterna kan variera i färg mellan ganska mörk röd och väldigt ljus rosa, på gränsen till vit. Toppdån kan i vissa fall dessutom ha gula blommor. För att skilja dessa arter åt kan man undersöka fyra speciella karaktärsdrag. Det är relativt vanligt att man hittar exemplar där bara några av dessa karaktärsdrag stämmer, och dessutom så bildar arterna ibland hybrider. Tidigare ansåg en del forskare att toppdån var en underart till pipdån.
Tre av de fyra karaktärsdragen som används för att skilja på arterna är relaterade till den undre kronläppens mittflik. Denna undre kronläpps mittflik är vanligen vit eller ljusrosa med ett mörkrosa alternativ mörklila parti. Det första karaktärsdraget är den undre kronläppens mittfliks färgteckning. Det andra är formen på denna mittflik. Det tredje karaktärsdraget som skiljer arterna åt är huruvida underkanten på den undre kronläppens mittflik är urnupen (har ett hack i sig) eller inte. Det fjärde karaktärsdraget som kan användas för att särskilja arterna är huruvida håren på den övre delen av plantan har glandelkörtlar i toppen.
- För pipdån är det mörkare partiet mindre och når inte hela vägen ner till botten av kronläppens mittflik, mittfliken är till formen kvadratisk, mittfliken inte urnupen utan rak och i många fall till och med aningen utåtbuktande och håren på övre delen av plantan har glandelkörtlar i toppen.
- För toppdån så når det mörkare partiet ända ut till mittflikens underkant, mittflikens är till formen längre än vad den är bred, mittfliken urnupen och håren på den övre delen av plantan har i regel inte glandelkörtlar i toppen.

Den nya nordiska floran har en utmärkt illustration på sidan 509 som visar hur färgteckningen på den undre kronläppens mittflik varierar.